# Fredsholm
Fredsholm eller Fritzholm er en hovedgård, udskilt fra Rudbjerggaard i 1630 af Øllegaard von Pentz, som så mange
er den blevet til på tomten af en nedlagt landsby. Denne hed Hundshoved. 
Øllegaard von Pentz fik sammen med Joachim von Barnewitz sønnen Fritz von Barnewitz som den nye gård opkaldtes efter (Fritzholm).
Gården omdøbes senere til et mere dansk klingende navn, nemlig Fredsholm. Fredsholm har skiftet mange ejere og er siden 1991 igen en avlsgård under Rudbjerggaard Gods. Gården ligger i Vestenskov Sogn, Lollands Sønder Herred, Maribo Amt, Rudbjerg Kommune. 
Efter en altødelæggende brand opføres en ny hovedbygningen i 1917-1918 ved Daniel Rasmussen.
Fredsholm Gods er på 501 hektar

## Ejere af Fredsholm
- (1630-1632) Øllegaard Hartvigsdatter von Pentz gift (1) von Barnewitz (2) von Passow
- (1632-1644) Hartvig von Passow
- (1644) Øllegaard Hartvigsdatter von Pentz gift (1) von Barnewitz (2) von Passow
- (1644-1653) Frederik Joachimsen von Barnewitz
- (1653) Øllegaard Hartvigsdatter von Pentz gift (1) von Barnewitz (2) von Passow
- (1653) Ida Jørgensdatter Grubbe gift von Barnewitz
- (1653-1674) Øllegaard Frederiksdatter von Barnewitz gift von Bülow
- (1674) Christian von Bülow
- (1674-1677) Joachim Christiansen von Bülow
- (1677-1680) Magdalene Sibylle Frederiksdatter von Barnewitz gift Rodsteen
- (1680-1685) Frederik Rodsteen
- (1685-1689) Georg Henrik von Lehsten
- (1689-1692) Christian von Bülow
- (1692-1727) Frederik Christiansen Barnewitz von Bülow
- (1727-1755) Casper Frederik Barnewitz von Bülow
- (1755) Ida Margrethe Reventlow gift von Knuth
- (1755-1805) Conrad Ditlev von Knuth
- (1805-1808) Conradine Augusta Reventlow gift von Knuth
- (1808-1815) Carl Conrad Gustav von Knuth
- (1815-1819) Carl Conrad Gustav von Knuths dødsbo
- (1819) Simon Andersen Dons / Johan Ferdinand de Neergaard
- (1819-1822) Søren Henrik Lund
- (1822-1840) Henrik August Lund
- (1840-1847) August Villads Bech
- (1847-1865) Carl Henrik Jacob Jensen
- (1865) Frederik Casse / Peder Casse
- (1865-1890) Carl Henrik Jacob Jensen
- (1890) Lollands Spare- og Laanebank
- (1890-1891) Frederik Georg Bøttern
- (1891-1908) Enkefru Marie Bøttern
- (1908-1925) Lars Rasmussen / Peter Rasmussen
- (1925-1926) Lars Rasmussen
- (1926-1938) Lars Rasmussens dødsbo
- (1938-1960) Knud Larsen Rasmussen
- (1960-1991) Fredsholm Gods A/S v/a Familien Rasmussen
- (1991-) Gustav Erik von Rosen

## Ekstern henvisninger
- Rudbjerggaard / Fredsholm Godser Arkiveret 11. marts 2007 hos  Wayback Machine
- Fredsholm - fra Dansk Center for Herregårdsforskning Arkiveret 24. marts 2016 hos  Wayback Machine